# Поль Мелькіор
Поль Мелькіор (фр. La baron Paul, Jacques, Léon, Camille Melchior; 30 вересня 1925 — 15 вересня 2004) — бельгійський астроном.

## Життєпис
Закінчив Брюссельський університет. З 1949 працював в Бельгійській королівській обсерваторії в Уккле, з 1963 — також професор Лувенського університету. З 1959 — директор Міжнародного центру з вивчення земних припливів у Уккле.
Основні наукові праці присвячені геодинаміці, вивченню обертання і припливних деформацій Землі. У монографії «Земні припливи» (1966, рос. пер. 1968) дав повний огляд сучасних теоретичних і експериментальних даних про земні припливи. Встановив зв'язок між коефіцієнтами розкладу припливоутворюючих сил і нутаційними коливаннями земної осі. Спільно з Р.Дежаффі визначив нахили зірок Міжнародної служби широти на меридіанному колі обсерваторії в Уккле і склав в 1969 каталог відмін і власних рухів цих зірок на основі всіх проведених на той час спостережень. Робота була виконана в рамках міжнародної програми зі створення Зведеного каталогу зірок.
Автор монографії «Фізика і динаміка планет» (т. 1-4, 1971—1973, рос. пер. 1975—1976).
Президент Комісії N 19 «Вивчення обертання Землі» Міжнародного астрономічного союзу (1967—1970), генеральний секретар Міжнародного геофізичного та геодезичного союзу (1975—1978).